# Hrozove, Vasîlivka
Hrozove (în ucraineană Грозове) este un sat în comuna Șîroke din raionul Vasîlivka, regiunea Zaporijjea, Ucraina.

## Demografie
Componența lingvistică a localității Hrozove
     Ucraineană (86,39%)
     Rusă (13,61%)
Conform recensământului din 2001, majoritatea populației localității Hrozove era vorbitoare de ucraineană (86,39%), existând în minoritate și vorbitori de rusă (13,61%).